# Colin Calderwood
Pour les articles homonymes, voir Calderwood.
Colin Calderwood, né le 20 janvier 1965 à Stranraer en Écosse, est un footballeur international écossais. 

## Biographie
Calderwood, dont le poste de prédilection était défenseur central, a été sélectionné 36 fois (1 but) en équipe d'Écosse entre 1995 et 1999.
Il a participé à la coupe du monde 1998 en France.
À partir de 2003, il a entamé une carrière d'entraîneur à Northampton Town puis à Nottingham Forest.
Le 26 décembre 2008, il est limogé de son poste d'entraineur de l'équipe de Nottingham Forest (Football League Championship).

## Palmarès

### En tant que joueur
- Championnat d'Angleterre de D4 :
  - Champion : 1986.

### En tant qu'entraîneur
- Championnat d'Angleterre de D4 :
  - Vice-champion : 2008.
- Championnat d'Angleterre de D3 :
  - Vice-champion : 2006.